# شهرستان قبه
شهرستان قبه (قُوبا) (به ترکی آذربایجانی: Quba rayonu) شهرستانی در شمال جمهوری آذربایجان است. مرکز این شهرستان شهر قبه است.

## نگارخانه

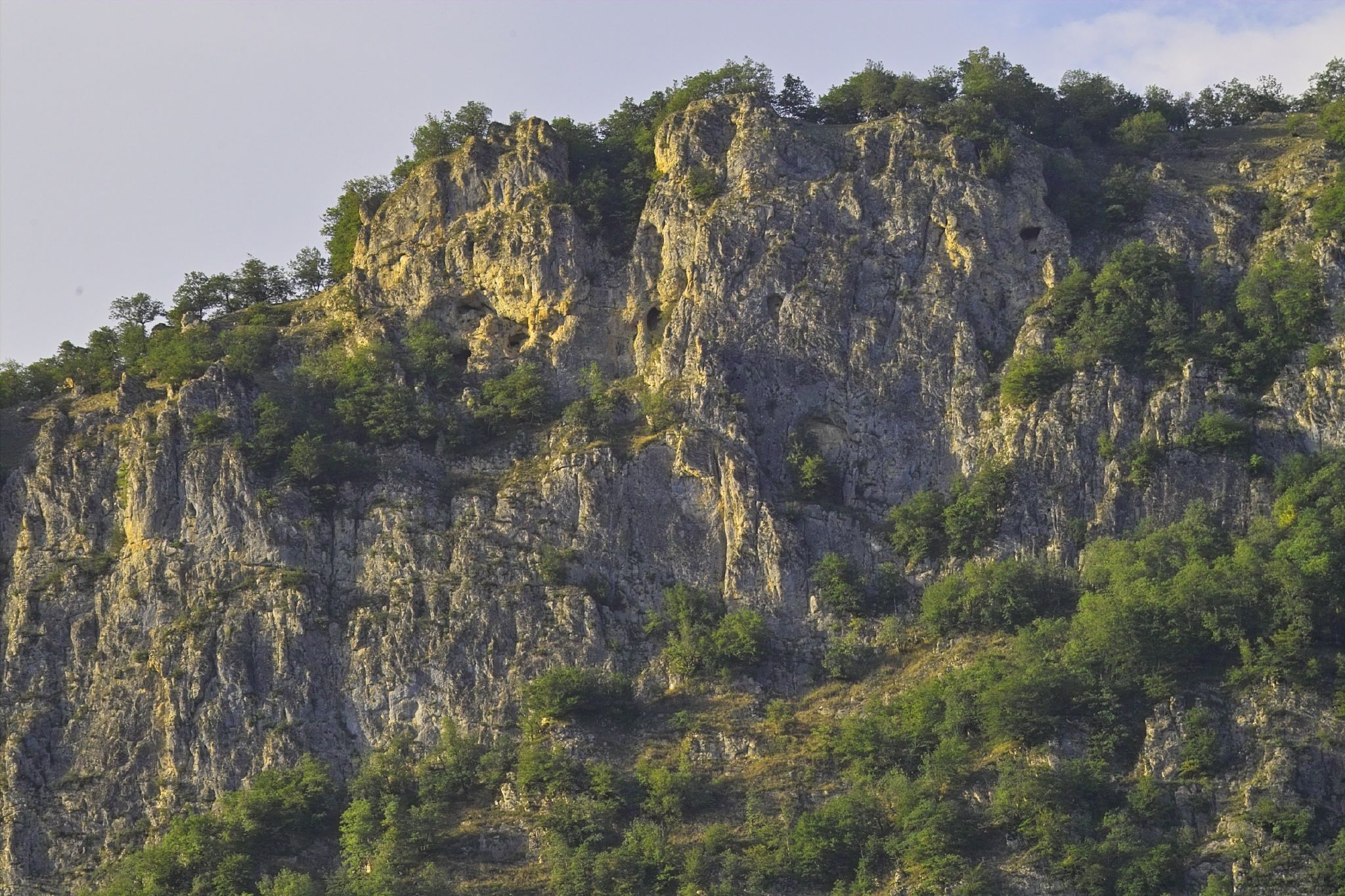
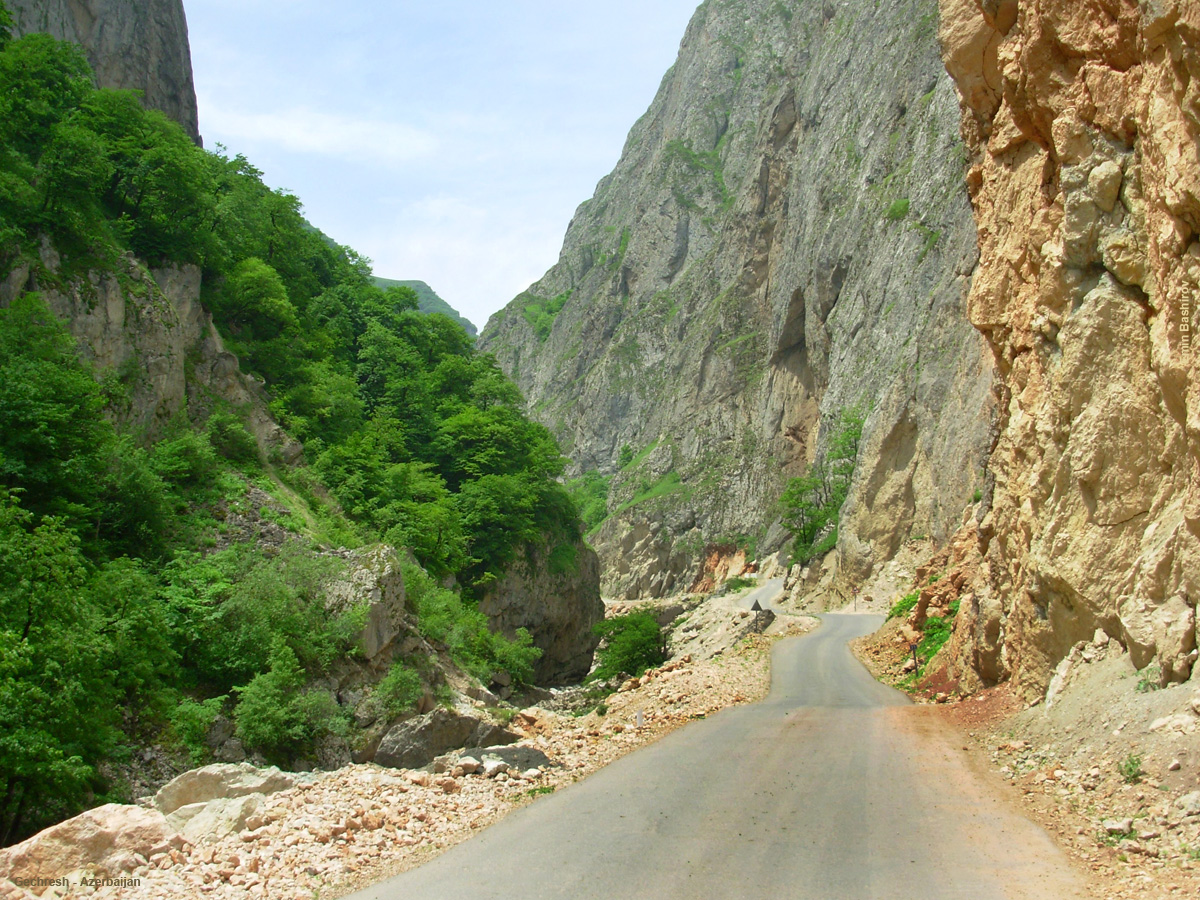
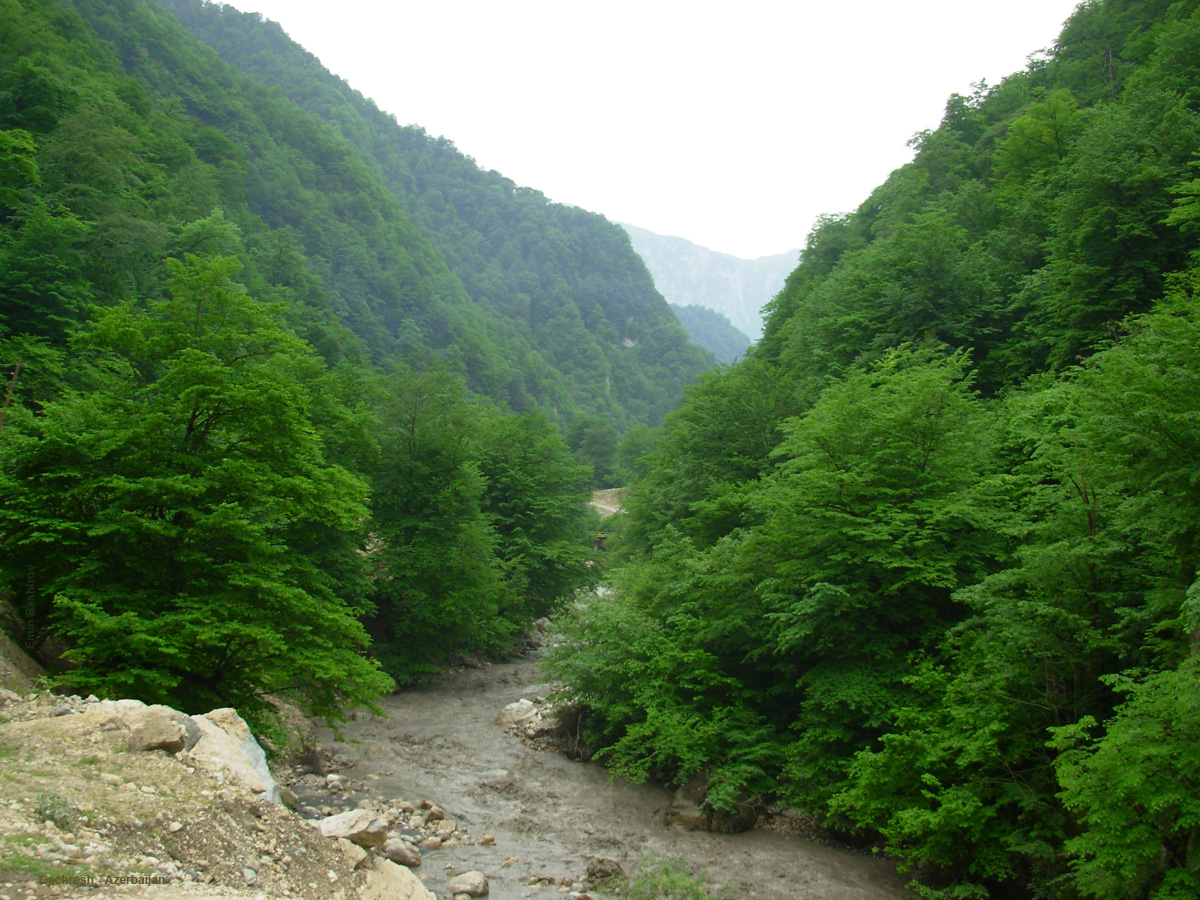
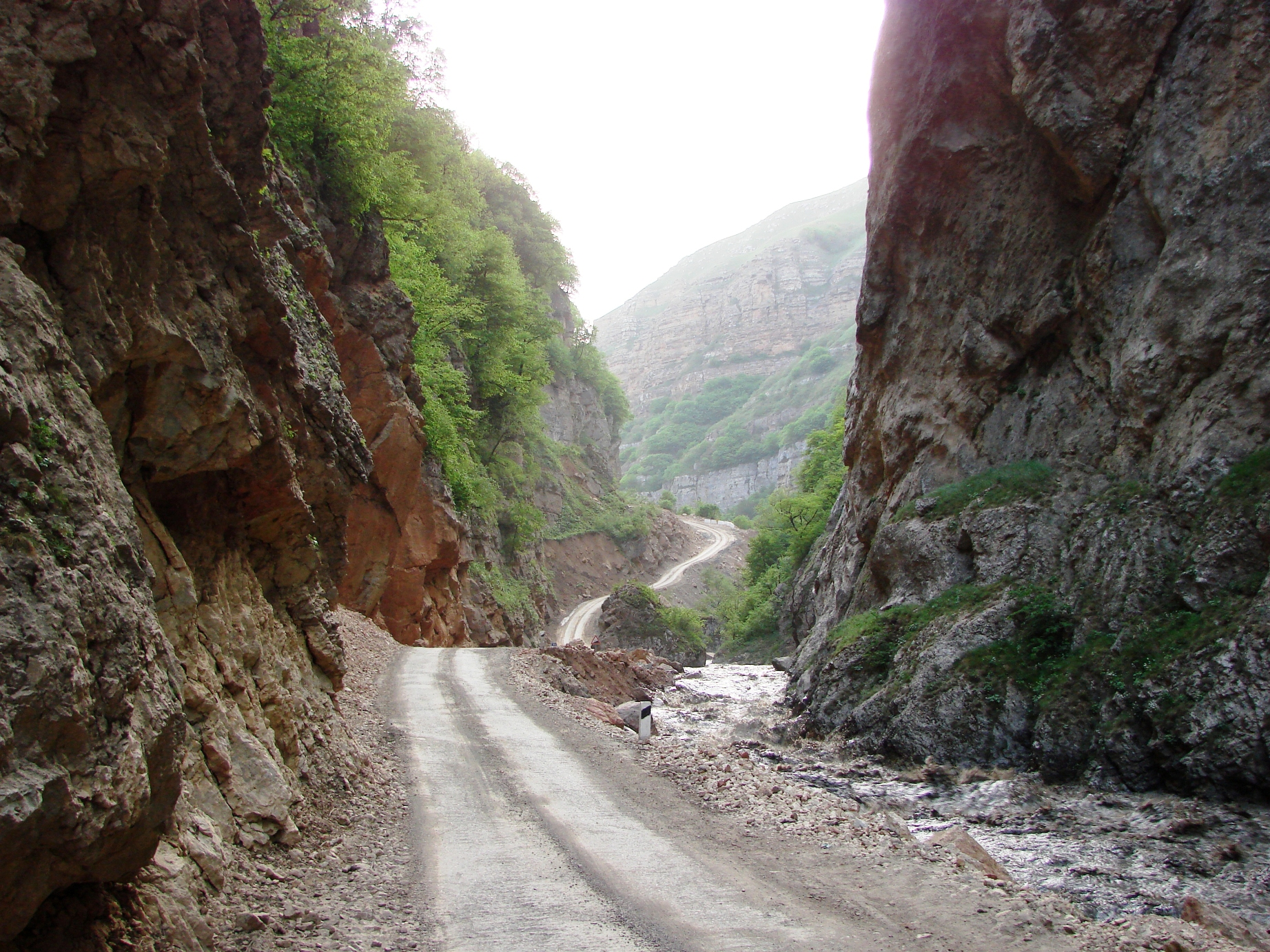
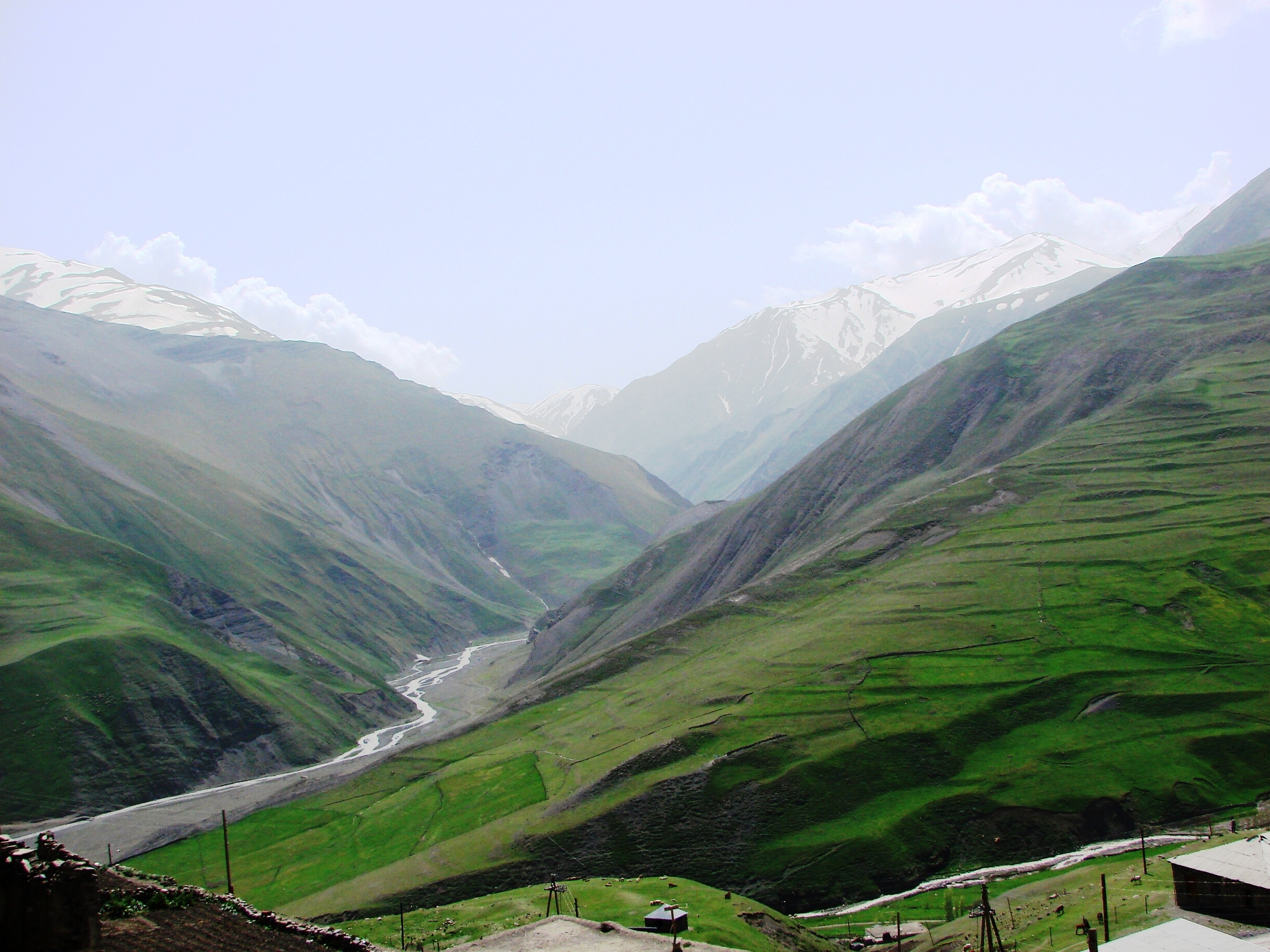